# Tipula (Lunatipula) mesotergata
Tipula (Lunatipula) mesotergata is een tweevleugelige uit de familie langpootmuggen (Tipulidae). De soort komt voor in het Nearctisch gebied.